# Episodi di The Good Wife (quinta stagione)
La quinta stagione della serie televisiva The Good Wife, composta da 22 episodi, è stata trasmessa in prima visione assoluta negli Stati Uniti d'America da CBS dal 29 settembre 2013 al 18 maggio 2014.
In lingua italiana, la prima metà della stagione è stata trasmessa in prima visione in Svizzera, su RSI LA1, dal 19 febbraio al 7 maggio 2014, per poi riprendere dal 12 novembre successivo. In Italia la stagione è trasmessa in prima visione in chiaro da Rai 2 dal 12 agosto al 9 settembre 2014, per poi riprendere dal 17 ottobre e interrompersi di nuovo il 21 novembre successivo; la programmazione riprende nuovamente col dodicesimo episodio, dal 27 febbraio 2015, fino al concludersi della stagione, il 13 maggio seguente.
| nº | Titolo originale               | Titolo italiano            | Prima TV USA      | Prima TV in italiano |
| -- | ------------------------------ | -------------------------- | ----------------- | -------------------- |
| 1  | Everything is Ending           | Tutto sta finendo          | 29 settembre 2013 | 19 febbraio 2014     |
| 2  | The Bit Bucket                 | Voci nell'etere            | 6 ottobre 2013    | 26 febbraio 2014     |
| 3  | A Precious Commodity           | Un bene prezioso           | 13 ottobre 2013   | 5 marzo 2014         |
| 4  | Outside the Bubble             | Fuori dalla bolla          | 20 ottobre 2013   | 12 marzo 2014        |
| 5  | Hitting the Fan                | Rivelazione                | 27 ottobre 2013   | 19 marzo 2014        |
| 6  | The Next Day                   | Il giorno dopo             | 3 novembre 2013   | 26 marzo 2014        |
| 7  | The Next Week                  | Occhi indiscreti           | 10 novembre 2013  | 2 aprile 2014        |
| 8  | The Next Month                 | Dal passato all'improvviso | 17 novembre 2013  | 9 aprile 2014        |
| 9  | Whack-a-Mole                   | Il gioco della talpa       | 24 novembre 2013  | 16 aprile 2014       |
| 10 | The Decision Tree              | Ancora ricordi             | 1º dicembre 2013  | 23 aprile 2014       |
| 11 | Goliath and David              | Davide e Golia             | 5 gennaio 2014    | 30 aprile 2014       |
| 12 | We, the Juries                 | Le giurie qui riunite      | 12 gennaio 2014   | 7 maggio 2014        |
| 13 | Parallel Construction, Bitches | Costruzioni parallele      | 9 marzo 2014      | 12 novembre 2014     |
| 14 | A Few Words                    | Poche parole               | 16 marzo 2014     | 19 novembre 2014     |
| 15 | Dramatics, Your Honor          | Colpo di scena             | 23 marzo 2014     | 26 novembre 2014     |
| 16 | The Last Call                  | Ultima chiamata            | 30 marzo 2014     | 3 dicembre 2014      |
| 17 | A Material World               | Un mondo materiale         | 13 aprile 2014    | 10 dicembre 2014     |
| 18 | All Tapped Out                 | Intercettati               | 20 aprile 2014    | 17 dicembre 2014     |
| 19 | Tying the Knot                 | Legame mortale             | 27 aprile 2014    | 7 gennaio 2015       |
| 20 | The Deep Web                   | Il profondo web            | 4 maggio 2014     | 14 gennaio 2015      |
| 21 | The One Percent                | L'uno per cento            | 11 maggio 2014    | 21 gennaio 2015      |
| 22 | A Weird Year                   | La sindrome del nido vuoto | 18 maggio 2014    | 28 gennaio 2015      |

## Tutto sta finendo
- Titolo originale: Everything Is Ending
- Diretto da: Robert King
- Scritto da: Robert King e Michelle King

### Trama
Il fallimento dell'esecuzione di un condannato a morte difeso da "Lockhart & Gardner" apre la strada ai ricorsi legali, in una lotta contro il tempo per evitarne la ripetizione. Alicia vuole abbandonare il prima possibile Will e Diane per fondare il suo studio con Cary ma gli associati del quarto anno scelgono di attendere, al fine di incamerare i soldi dei bonus. David Lee si insospettisce per i loro strani conciliaboli e fa analizzare le telefonate dei cellulari. Peter, divenuto Governatore, è alle prese con la scelta del Capo di Gabinetto e con una candidata fin troppo brillante.
- Ascolti USA: telespettatori 9 150 000[7]

## Voci nell'etere
- Titolo originale: The Bit Bucket
- Diretto da: Michael Zinberg
- Scritto da: Robert King e Ted Humphrey

### Trama
Neil Gross vorrebbe spiegare ai clienti del suo motore di ricerca Chum Hum quali informazioni ha fornito al programma di sorveglianza PRISM. Per superare le limitazioni governative fa causa alla NSA attraverso "Lockhart & Gardner". L'agenzia nel frattempo sta intercettando proprio le telefonate dello studio legale alla ricerca di un collegamento con il terrorismo internazionale. A Diane viene chiesto di prendere le distanze da Will per ottenere l'agognato posto di giudice nella suprema corte statale.
- Ascolti USA: telespettatori 9 230 000[8]

## Un bene prezioso
- Titolo originale: A Precious Commodity
- Diretto da: Brooke Kennedy
- Scritto da: Keith Eisner

### Trama
Peter si rende conto di non voler rinunciare ad un nome prestigioso nel campo dell'etica come quello di Marilyn Garbanza e per questo la fa richiamare, ma la donna pone diverse condizioni. Le dichiarazioni fatte da Diane alla stampa provocano una frattura insanabile non solo con Will, ma con l'intero studio. Alicia difende una madre surrogata che non accetta la richiesta di abortire fattale dai genitori del nascituro dopo che un'amniocentesi ha evidenziato una grave malattia genetica.
- Ascolti USA: telespettatori 8 460 000[9]

## Fuori dalla bolla
- Titolo originale: Outside the Bubble
- Diretto da: Félix Alcalá
- Scritto da: Robert King e Michelle King

### Trama
Quando una praticante fa causa a diversi associati dello studio per comportamento inappropriato, "Lockhart & Gardner" assume Elsbeth Tascioni per la difesa. La vertenza riporta in ufficio Diane, ormai prossima alle nozze. Eli, impegnato nei preparativi per la cerimonia di insediamento di Peter, deve fronteggiare le intromissioni di Jackie e gli ostacoli dei sindacati.
- Ascolti USA: telespettatori 8 990 000[10]

## Rivelazione
- Titolo originale: Hitting the Fan
- Diretto da: James Whitmore Jr.
- Scritto da: Robert King e Michelle King

### Trama
A seguito delle scoperte fatte da Diane, Alicia, Cary e gli associati del quarto anno vengono immediatamente licenziati. Tra titolari e fuoriusciti si scatena una guerra senza esclusione di colpi per assicurarsi i clienti dello studio.
- Ascolti USA: telespettatori 9 350 000[11]

## Il giorno dopo
- Titolo originale: The Next Day
- Diretto da: Michael Zinberg
- Scritto da: Leonard Dick

### Trama
La decisione da parte di una cliente di "Lockhart & Gardner" di passare a "Florrick & Agos" scatena nuove tensioni fra i due studi. Diane viene casualmente a sapere di non essere più la prescelta per il posto di giudice.
- Ascolti USA: telespettatori 10 220 000[12]

## Occhi indiscreti
- Titolo originale: The Next Week
- Diretto da: Frederick E. O. Toye
- Scritto da: Craig Turk

### Trama
Alcuni clienti insoddisfatti fanno causa a "Lockhart & Gardner" e Alicia viene coinvolta. Will nel frattempo è impegnato a difendere Jeffrey Grant, figlio di un cliente, dalle accuse di omicidio. Zach si accorge che un hacker ha preso il controllo delle webcam dei computer di casa.
- Ascolti USA: telespettatori 10 260 000[13]

## Dal passato all'improvviso
- Titolo originale: The Next Month
- Diretto da: Josh Charles
- Scritto da: Ted Humphrey

### Trama
Un messicano irregolare amico di Natalie Florres rischia il rimpatrio e la donna si rivolge a "Lockhart & Gardner". Perplessa per il comportamento di Howard Lyman, preferisce cercare Alicia, che ha finalmente trovato una sede per il suo studio. Quando Eli la rivede, le emozioni che riemergono in lui tendono ad influenzare il suo giudizio professionale, causando la preoccupazione di Marilyn. Origliando una conversazione di Cary, Robyn viene a sapere che il suo posto è a forte rischio.
- Altri interpreti: America Ferrera (Natalie Flores)
- Ascolti USA: telespettatori 9 720 000[14]

## Il gioco della talpa
- Titolo originale: Whack-a-Mole
- Diretto da: Kevin Hooks
- Scritto da: Nichelle Tramble Spellman

### Trama
Mentre Alicia e Cary difendono un uomo dalle accuse di terrorismo che girano in rete, Will assume un nuovo avvocato privo di scrupoli, scontrandosi con gli altri soci. Eli deve vedersela con le interferenze di Jackie in relazione alla principale candidata per il seggio di giudice nella suprema corte statale.
- Ascolti USA: telespettatori 9 700 000[15]

## Ancora ricordi
- Titolo originale: The Decision Tree
- Diretto da: Rosemary Rodriguez
- Scritto da: Robert King e Michelle King

### Trama
Durante i preparativi per la festa natalizia, Alicia viene a sapere che il suo vecchio cliente Matthew Ashbaugh le ha lasciato in eredità metà patrimonio. La vedova chiede a "Lockhart & Gardner" di impugnare il nuovo testamento. La causa fa riflettere Will sulla possibilità che Alicia lo abbia ingannato fin dal primo momento.
- Altri interpreti: John Noble (Matthew Ashbaugh)
- Ascolti USA: telespettatori 10 420 000[16]

## Davide e Golia
- Titolo originale: Goliath and David
- Diretto da: Brooke Kennedy
- Scritto da: Luke Schelhaas

### Trama
Due musicisti che hanno realizzato una cover di un pezzo rap incaricano "Florrick & Agos" di fare causa ai produttori di una serie televisiva che ha usato la loro melodia. Will si offre di affiancare l'avvocato della difesa. Mentre da "Lockhart & Gardner" i due soci titolari litigano sull'opportunità di aprire una filiale anche a Los Angeles, Eli incarica Kalinda di scoprire se il compagno di Marilyn Garbanza è Peter Florrick.
- Altri interpreti: F. Murray Abraham (Burl Preston), Peter Bogdanovich (sé stesso)
- Ascolti USA: telespettatori 9 240 000[17]

## Le giurie qui riunite
- Titolo originale: We, the Juries
- Diretto da: Paris Barclay
- Scritto da: Keith Eisner

### Trama
Gli studi "Florrick & Agos" e "Lockhart & Gardner" si trovano a difendere una coppia incriminata per traffico di droga dalle accuse del viceprocuratore Pine, in un processo nel quale il giudice Spencer ha disposto la coabitazione di due giurie, ognuna incaricata di valutare la colpevolezza di uno dei due imputati. Intanto il video che dimostrerebbe che l'elezione di Peter è stata manipolata finisce nelle mani della stampa e Marilyn apre un'inchiesta del comitato etico.
- Ascolti USA: telespettatori 9 850 000[18]

## Costruzioni parallele
- Titolo originale: Parallel Construction, Bitches
- Diretto da: Matt Shakman
- Scritto da: Erica Shelton Kodish

### Trama
I due studi difendono Lemond Bishop dalle accuse della DEA. Il suo avvocato personale, Charles Lester, capisce che le informazioni su cui si basa la controparte devono per forza provenire da uno degli studi e si dà fare per trovare la falla. Nel frattempo lo stringato rapporto di Marilyn sulla manipolazione dei voti non soddisfa Eli, che le chiede di modificarlo. La Garbanza viene inoltre avvicinata da Nelson Dubeck dell'Ufficio per l'Integrità Pubblica, che le fa pressioni per ottenere prove utili contro il Governatore.
- Ascolti USA: telespettatori 8 940 000[19]

## Poche parole
- Titolo originale: A Few Words
- Diretto da: Rosemary Rodriguez
- Scritto da: Leonard Dick

### Trama
Gli avvocati si ritrovano a New York in occasione di un incontro della American Bar Association. Alicia deve preparare un discorso e, non riuscendoci, segue il consiglio di Cary di prendere spunto dalla propria vita. Ritornano così alla mente i ricordi del periodo in cui cercava lavoro dopo lo scandalo di Peter. Nel frattempo lei, Agos e Hayden provano a superare la nutrita concorrenza nella difficile impresa di aggiungere tra le file del loro studio Rayna Hecht, avvocato di successo con un ricco portafoglio clienti. Dopo aver incontrato la stravagante Elsbeth Tascioni ad una conferenza, a Will viene l'idea di assumerla per difendersi dagli attacchi di Nelson Dubeck.
- Ascolti USA: telespettatori 8 430 000[20]

## Colpo di scena
- Titolo originale: Dramatics, Your Honor
- Diretto da: Brooke Kennedy
- Scritto da: Robert King e Michelle King

### Trama
Si apre il processo a Jeffrey Grant e Will fatica a difendere il giovane dall'accusa di omicidio, mentre il suo cliente è sempre più sconfortato. Dubeck offre ad Alicia la possibilità di fare una dichiarazione spontanea.
- Ascolti USA: telespettatori 9 120 000[21]

## Ultima chiamata
- Titolo originale: The Last Call
- Diretto da: Jim McKay
- Scritto da: Robert King e Michelle King

### Trama
Appreso della morte di Will, Alicia va da "Lockhart & Gardner" per incontrare Diane. Qui si accorge che poco prima di essere ucciso Will le aveva lasciato un breve messaggio vocale, interrotto dalla ripresa del dibattimento. Domandandosi cosa volesse dirle, Alicia cerca le persone che per ultime avevano parlato con Gardner. Mentre Kalinda e la detective Jenna Villette cercano di ricostruire la dinamica della sparatoria, l'insensibilità di clienti e avvocati impedisce a Cary e Diane di vivere i propri momenti di lutto.
- Ascolti USA: telespettatori 10 960 000[22]

## Un mondo materiale
- Titolo originale: A Material World
- Diretto da: Griffin Dunne
- Scritto da: Craig Turk

### Trama
Diane propone ad Alicia di fondere i due studi e l'offerta influisce sulle trattative per il divorzio di due coniugi, dove la Lockhart e la Florrick giungono ad un rapido accordo. Informato da Damien Boyle della possibile unione, David Lee semina zizzania tra moglie e marito per indurli ad andare in tribunale, mentre si prepara a mettere in minoranza Diane nell'assemblea dei soci. Kalinda, non ancora del tutto ripresasi dalla morte di Will, aiuta a suo modo la propria datrice di lavoro. Dopo aver imposto a Cary di non accettare la rappresentanza legale di Jeffrey Grant, Alicia si offre di aiutare l'assistente procuratore Finn Polmar poiché teme che possa diventare un capro espiatorio.
- Altri interpreti: Donna Murphy (Giudice Alice Adelson)
- Ascolti USA: telespettatori 9 830 000[23]

## Intercettati
- Titolo originale: All Tapped Out
- Diretto da: Félix Alcalá
- Scritto da: Matthew Montoya e Julia Wolfe

### Trama
Uno dei collaboratori esterni dell'NSA impegnati nelle intercettazioni ad Alicia si rivolge a "Florrick & Agos" dopo essersi accorto di aver involontariamente portato fuori dal posto di lavoro dei documenti riservati. Per rafforzare la sua posizione Cary e Clarke gli consigliano di diventare un delatore. Louis Canning accoglie la proposta di David Lee e si propone per una fusione con "Lockhart & Gardner". Diane non è in grado di impedire l'unione ma chiede a Kalinda di sorvegliare il nuovo socio. Finn Polmar, a cui è stato rubato il computer, viene indagato da una commissione non solo in relazione al processo a Jeffrey Grant, ma a tutti i casi da lui trattati.
- Ascolti USA: telespettatori 9 150 000[24]

## Legame mortale
- Titolo originale: Tying the Knot
- Diretto da: Josh Charles
- Scritto da: Nichelle Tramble Spellman

### Trama
Mentre Alicia si trova a casa di Colin Sweeney impegnata in una lotta contro il tempo per fargli firmare alcuni documenti, la testimone di nozze della futura sposa di Sweeney viene ritrovata impiccata in bagno. Considerati i trascorsi dell'uomo, la polizia sospetta subito di lui e la Florrick si ritrova ad essere la principale testimone del suo alibi. Nel frattempo una foto di Zach con un bong in mano fa il giro del web. Nella difesa di Finn Polmar, Alicia suggerisce all'assistente procuratore di candidarsi contro il suo capo, James Castro, per impedirgli di sollevarlo dai suoi incarichi.
- Altri interpreti: Jane Alexander (Giudice Suzanne Morris)
- Ascolti USA: telespettatori 9 330 000[25]

## Il profondo web
- Titolo originale: The Deep Web
- Diretto da: Brooke Kennedy
- Scritto da: Luke Schelhaas e Erica Shelton Kodish

### Trama
Cary convince Alicia a prendersi un giorno di ferie, ma senza lavoro la giornata si dimostra abbastanza noiosa. Diane difende il nipote di un cliente dalle accuse di Finn Polmar, secondo le quali avrebbe venduto droga attraverso Silk Road. Dopo che Peter ha pubblicamente appoggiato l'assistente procuratore nella sua campagna elettorale, Eli inizia subito ad occuparsi della sua immagine.
- Ascolti USA: telespettatori 8 980 000[26]

## L'uno per cento
- Titolo originale: The One Percent
- Diretto da: Rosemary Rodriguez
- Scritto da: Ted Humphrey

### Trama
Alicia cura gli interessi legali di una compagnia accusata di aver licenziato il proprio direttore finanziario (difeso da Louis Canning) a causa della sua omosessualità. Un facile accordo economico va però in fumo quando il Presidente della società si lascia andare a discutibili esternazioni. Il Procuratore di Stato James Castro porta a Peter delle foto che insinuerebbero una relazione tra Alicia e Finn Polmar, minacciando di fornirle alla stampa. Il viceprocuratore, che nel frattempo è stato scagionato da ogni accusa su Jeffrey Grant, perde così l'appoggio del Governatore. Mentre Eli cerca di capirci qualcosa e di rimediare, Peter adocchia una stagista. Diane si occupa di un'azione collettiva a fianco di Rayna Hecht, ma emerge un conflitto di interessi quando si scopre che i loro avversari hanno ingaggiato Canning.
- Ascolti USA: telespettatori 8 730 000[27]

## La sindrome del nido vuoto
- Titolo originale: A Weird Year
- Diretto da: Robert King
- Scritto da: Robert King e Michelle King

### Trama
Gli studi "Florrick & Agos" e "Lockhart, Gardner & Canning" vengono citati in giudizio riguardo un'adozione finita male. Al termine di una deposizione in videoconferenza, David Lee e Louis Canning dimenticano di chiudere il collegamento e accennano ad un piano per rovinare lo studio rivale nel giro di 48 ore. Dopo aver scoperto un'ombra nel suo passato, Eli chiede a Finn di ritirare la propria candidatura alla carica di Procuratore di Stato. Alla ricerca di un altro nome da sostenere, Peter propone a Diane di farsi avanti. La Lockhart intanto deve fronteggiare l'imminente assemblea dei soci nella quale Canning mira a destituirla dalla guida dello studio. Zach, prossimo al conseguimento del diploma, si prepara a lasciare Chicago e la sua famiglia. Dopo la minaccia di Canning di far sciogliere lo studio legale, Diane decide di rifiutare la candidatura a Procuratore di Stato e chiede a "Florrick & Agos" di prenderla con sé. A fine serata, Eli propone ad Alicia di candidarsi alla Procura di Stato con l'appoggio del marito.
- Ascolti USA: telespettatori 9 140 000[28]